# Tim Russert

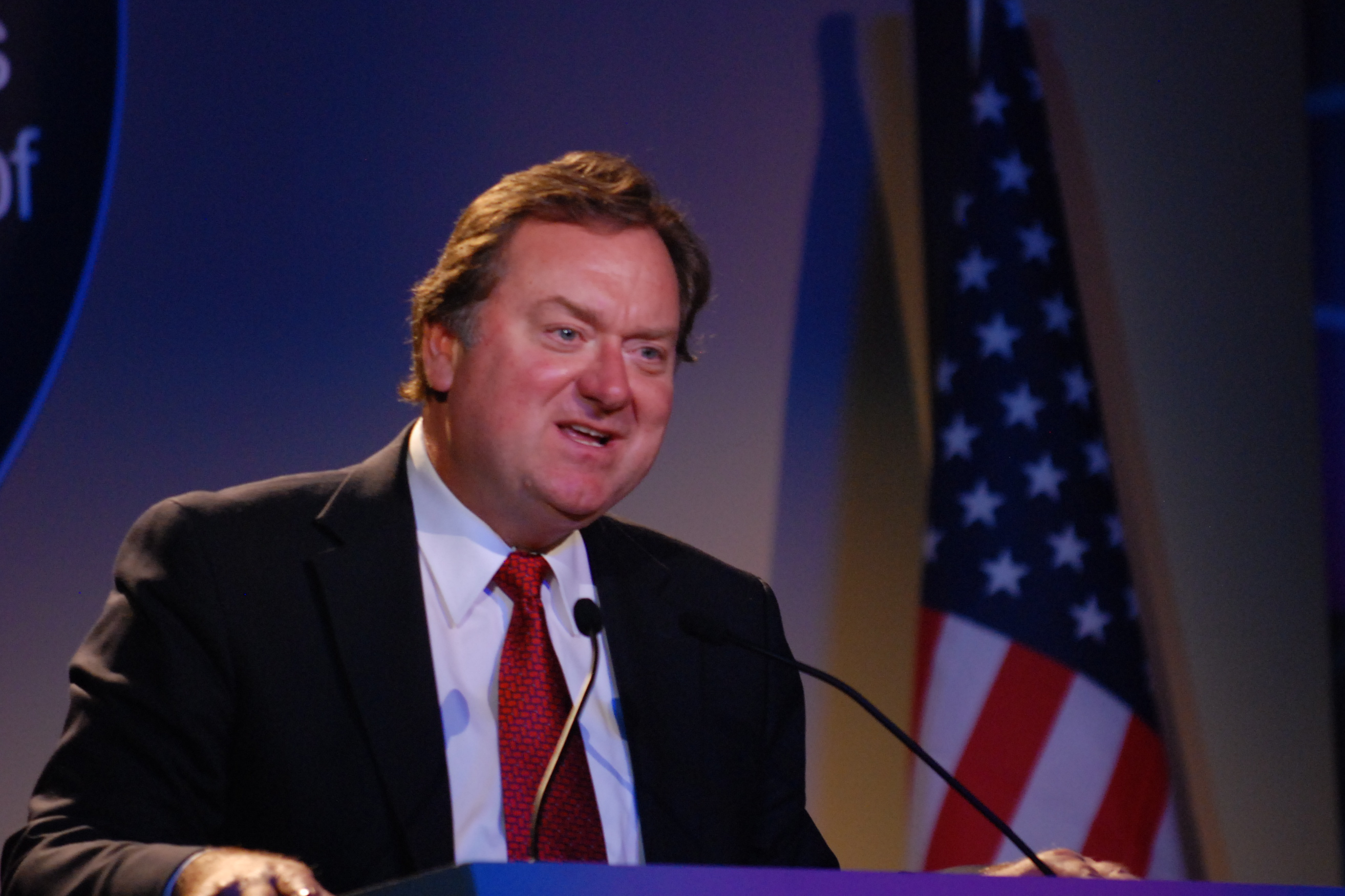
Tim Russert

Timothy John (Tim) Russert jr. (Buffalo (New York), 7 mei 1950 — Washington D.C., 13 juni 2008) was een bekende Amerikaanse televisiejournalist en publicist. Voor zijn journalistieke werk werd hij diverse malen onderscheiden, onder meer met een veelvoud aan eredoctoraten en met de Emmy Award in 2005. Het tijdschrift Time nam hem op in de lijst van honderd invloedrijkste persoonlijkheden van de wereld van het jaar 2008.

## Levensloop
Russert was van eenvoudige, Iers-katholieke komaf. Hij studeerde politieke wetenschappen en vervolgens rechten, waarna hij in 1977 als stafchef bij de Democratische senator Daniel Patrick Moynihan ging werken. In 1983 trouwde hij met de journaliste Maureen Orth. Van 1983 tot 1984 werkte hij als advocaat op het bureau van Mario Cuomo, de Democratische gouverneur van de staat New York.
In 1984 kwam hij bij de Amerikaanse televisiezender NBC in dienst, waarvoor hij naar Washington D.C. verhuisde. Hij mocht er het eerste interview op de Amerikaanse televisie met paus Johannes Paulus II afnemen. In 1988 werd hij er hoofd van de plaatselijke afdeling van NBC en in 1991 redacteur van het vooraanstaande discussieprogramma Meet the Press, een functie die hij tot aan zijn overlijden zou bekleden.
Behalve in Meet the Press verscheen Russert ook vaak in andere programma's van NBC. Ook was hij het gezicht van de zender bij de Amerikaanse presidentiële verkiezingen. Naast zijn journalistieke bezigheden schreef hij een aantal succesvolle boeken, zoals in 2004 zijn autobiografie Big Russ and Me en in 2005 Wisdom of Our Fathers: Lessons and Letters from Daughters and Sons (laatste bevat een selectie van de een enorme hoeveelheid brieven die hij naar aanleiding van zijn eerste boek ontving). Beide werden bestsellers.
In juni 2008 was hij met zijn gezin op vakantie in Italië, alwaar hij op audiëntie ging bij paus Benedictus XVI. Hij vertrok een paar dagen eerder dan gepland naar huis om weer aan het werk te gaan. Daar kreeg de op dat moment 58-jarige Tim Russert een fatale hartaanval.